# Vetiver
Vetiver är ett amerikanskt folkmusikband, vars musikaliska frontman heter Andy Cabic. Bandet släppte sitt första album, Vetiver, 2004.

## Medlemmar
Nuvarande medlemmar
- Andy Cabic - gitarr, sång (2002-idag)
- Otto Hauser - trummor (2005-idag)
- Sarah Versprille - keyboard (2009-idag)
- Daniel Hindman - basgitarr (2009-idag)
- Bob Parins - basgitarr (2010-idag)

Tidigare medlemmar
- Alissa Anderson - cello (2002-2006)
- Jim Gaylord - violin (2003-2005)

## Diskografi
Studioalbum
- Vetiver (DiCristina, 2004)
- To Find Me Gone (DiCristina, FatCat Records, 2006)
- Thing of the Past (Gnomonsong / FatCat Records, 2008)
- Tight Knit (Sub Pop, 2009)
- The Errant Charm (Sub Pop, 2011)
- Complete Stranger (Easy Sound, 2015)

EP
- Between (2005)
- More of the Past (2008)
- Daytrotter Session (2011)

Singlar
- Hey Doll Baby / Miles Apart (2008)
- You May Be Blue (Neighbours Remixes) (2008)
- More of This (2009)
- Everyday / Pay No Mind (2009)
- Wishing Well / Pay No Mind (2009)
- Can't You Tell (Remixes) (2011)